# Pavel Hoftych
Pavel Hoftych (* 9. května 1967 Ústí nad Labem) je český fotbalový trenér a funkcionář, který od ledna 2024 působí na pozici sportovního manažera FK Viktoria Žižkov, a bývalý profesionální fotbalista, který hrával na pozici obránce.

## Hráčská kariéra
Je odchovancem Neštěmic. Druhou ligu hrál za Spartak Ústí nad Labem a na vojně za VTJ Žatec. V nejvyšší soutěži debutoval 10. srpna 1988 na Julisce v dresu Chebu proti domácí Dukle (výhra hostů 2:1). Dále hrál za Slušovice, Zlín a Příbram. V nižších soutěžích hrál za rakouský ASK Klingenbach, po návratu do vlasti na jaře 2000 pomohl Hanácké Slavii Kroměříž vyhrát divizi a postoupit do MSFL. Poté pokračoval v nižších soutěžích Sokol Lužkovice, FC Malenovice a Mladcovou. Ted přestoupil do klubu TJ Bivoj Bařice. Bařice hrají 3.třídu skupinu b.
V první lize nastoupil celkem v 84 utkáních a dal 3 góly.

### Ligová bilance
| Ročník                                   | Zápasy | Góly | Minuty | Klub                      |
| ---------------------------------------- | ------ | ---- | ------ | ------------------------- |
| Česká národní fotbalová liga 1984/85     | 22     | 1    | –      | TJ Spartak Ústí nad Labem |
| Česká národní fotbalová liga 1986/87     | 9      | 1    | –      | VTJ Žatec                 |
| 1. československá fotbalová liga 1988/89 | 21     | 2    | –      | RH Cheb                   |
| Česká národní fotbalová liga 1989/90     | –      | –    | –      | TJ JZD AK Slušovice       |
| Česká národní fotbalová liga 1990/91     | –      | –    | –      | TJ JZD AK Slušovice       |
| Českomoravská fotbalová liga 1991/92     | –      | –    | –      | TJ DAK MOVA Bratislava    |
| Českomoravská fotbalová liga 1992/93     | –      | –    | –      | FC Zlín                   |
| 1. česká fotbalová liga 1993/94          | 25     | 1    | 2 236  | FC Svit Zlín              |
| 1. česká fotbalová liga 1994/95          | 27     | 0    | 2 332  | FC Svit Zlín              |
| 1. česká fotbalová liga 1995/96          | 11     | 0    | 893    | FC Svit Zlín              |
| 2. česká fotbalová liga 1995/96          | 13     | 0    | –      | FC Portál Příbram         |
| CELKEM I. LIGA ČR                        | 63     | 1    | 5 436  |                           |
| CELKEM I. LIGA ČSSR                      | 21     | 2    | –      |                           |

## Trenérská kariéra
V roce 2000 přijal nabídku od Vlastislava Marečka a stal se mládežnickým trenérem FC Tescoma Zlín. Mezi lety 2001 a 2006 působil na pozici asistenta trenéra A-mužstva, předtím působil i jako trenér B-týmu.
V létě 2006 opustil Zlín a přesunul se do Uherského Hradiště, kde působil jako asistent Jiřího Plíška a zároveň trénoval i mládežnické týmy.
Na podzim roku 2006 po půlročním angažmá v mládeži Slovácka se vrátil do Zlínu a stal se hlavním trenérem. Podařilo se mu zachránit Zlín v první lize. V následujícím ročníku skončil tým na osmém místě.
Následně přijal nabídku pražského týmu Bohemians Praha 1905 a s týmem v další sezoně postoupil do první ligy. V Bohemians strávil další dvě sezony a po šestém místě v roce 2011 přijal nabídku slovenského Spartaku Trnava. V sezoně 2011/12 s týmem bojoval o titul až do posledního kola. Nakonec z toho bylo druhé místo o dva body za Žilinou. Druhá sezona v Trnavě úspěšná nebyla a Hoftych na konci podzimu rezignoval. V klubu však zůstal jako manažer až do konce sezony.
Po sezoně odešel do druholigových Českých Budějovic, kde dostal jasný cíl, a to postoupit do první ligy. Po posledním podzimním kole však Budějovicím patřilo páté místo a pro neuspokojivé výsledky na začátku prosince 2013 ho vedení klubu odvolalo.
V následujících třech letech vedl mládežnické reprezentace České republiky.
V létě 2016 přijal nabídku majitele klubu Spartaku Trnava na návrat do funkce generálního manažera. V roce 2018 se s klubem radoval z mistrovského titulu. Na konci roku 2018 své působení v Trnavě ukončil.
V létě 2019 se stal hlavním trenérem Slovanu Liberec. V Liberci skončil v srpnu 2021 poté, co Liberec v úvodních 5 ligových kolech získal pouhý jeden bod, a ve 2. kole poháru vypadl 1:2 s třetiligovým týmem FK Zbuzany.
Po odvolání Karla Jarolíma se 24. února 2022 stal trenérem FK Mladá Boleslav. Na pozici hlavního trenéra skončil po sezóně 2022/23, na lavičce ho nahradil Marek Kulič, a Hoftych stal se sportovním ředitelem středočeského klubu.
Na konci roku 2023 z funkce odstoupil a přesunul se do Viktorie Žižkov. Koncem května 2025 funkci opustil a přesunul se do FC Zlín.

## Charitativní činnosti
Je členem týmu Real TOP Praha, v jehož dresu se zúčastňuje charitativních zápasů a akcí.